# Joslan F. Keller
 (janvier 2020).
Si vous disposez d'ouvrages ou d'articles de référence ou si vous connaissez des sites web de qualité traitant du thème abordé ici, merci de compléter l'article en donnant les références utiles à sa vérifiabilité et en les liant à la section « Notes et références ».
Joslan F. Keller (nom de plume) est un auteur français né à Colmar (France) en 1966. « Historien de l'étrange », il est l'auteur de cinq ouvrages sur le paranormal et l'inexpliqué ainsi que de trois romans de science-fiction.

## Biographie
Ayant d’abord cherché sa voie dans le journalisme et la production cinématographique, Joslan F. Keller évolue aujourd'hui dans la communication et les réseaux sociaux, « travaillant le jour, écrivant la nuit ». Se présentant selon ses éditeurs comme un « historien de l'étrange », Keller est un grand voyageur dans l'âme qui aime entreprendre régulièrement des voyages sur les lieux mêmes des enquêtes et des dossiers qu'il présente dans ses ouvrages. 

## Carrière littéraire
En 2011, Joslan F. Keller publie son premier ouvrage, Opération Marie-Antoinette, le premier tome de la saga jeunesse Via Temporis qui met en scène deux jeunes étudiants parisiens voyageant dans le temps pour résoudre des énigmes historiques. Cette première aventure prend pour décor la Révolution française. Après un tome 2 écrit par une autre autrice, Keller sort en 2012 le tome 3 de la série, Tous les chemins mènent vraiment à Rome, qui entraîne les personnages dans la Rome antique de Néron.
En 2014, Joslan F. Keller délaisse la littérature jeunesse pour donner corps à un nouveau projet, réservé à un lectorat adulte. Les Dossiers inexpliqués sont une compilation d'affaires non élucidées à travers les époques et les continents, souvent méconnues mais parfaitement authentiques. En novembre 2015, toujours sur le même principe, il publie le tome 2 des Dossiers inexpliqués, préfacé par Yves Lignon. 
Le 29 mars 2018, il présente un nouvel ouvrage, Affaires Etranges, comprenant une sélection de dossiers insolites (disparitions, ufologie, parapsychologie, archéologie, crimes mystérieux) assortie d'interviews de spécialistes de l'étrange.
En octobre 2020, Joslan F. Keller fait une incursion vers la littérature de l'imaginaire en publiant aux éditions Scrinéo Les Sentinelles de Pangéa, un roman d'anticipation écologique young adult. 
En juin 2021, il revient à l'univers de l'étrange avec Zones Paranormales, une nouvelle sélection de dossiers extraordinaires qui inaugure une nouvelle collection chez BTLV/MaxMilo Editions. Puis, en 2022, sort une édition revue et augmentée des Affaires Etranges qui actualise certains dossiers ayant évolué depuis 2018. 
En septembre 2024, Joslan F. Keller publie un ouvrage intitulé Bateaux fantômes (éditions Vagnon) dans lequel il revient sur 30 histoires stupéfiantes d'équipages disparus, d'épaves dérivantes et de mystères maritimes non élucidés. 

## Conférences et chroniques médias
Outre ses activités d'auteur, Joslan F. Keller est également conférencier (Salons du Paranormal, Rencontres du Mystère et de l'Inexpliqué, Salon Fantastique, Repas Ufologiques...) et intervenant régulier sur BTLV, la webradio de Bob Bellanca. 
Par ailleurs, dès le printemps 2019, il collabore à de nombreux sujets de la série Enquêtes Paranormales, présentée par Valérie Benaïm et diffusée sur C8 et CStar. En 2022, il intervient également sur l'émission Enquêtes Mystérieuses diffusée sur RMC Story ainsi que dans l'émission Les Secrets du Paranormal sur NRJ 12.
On peut également retrouver des dizaines de ses émissions sur BTLV en format podcast sur la plateforme dédiée d'Europe 1 ("Mystères et inexpliqué").